# 刘忠田
刘忠田（1964年—），辽宁辽阳人，满族，辽宁忠旺集团有限公司创始人，兼任辽宁忠旺等四家附属公司董事，他也是第十一届全国人民代表大会辽宁地区代表。

## 生平
毕业于辽宁广播电视大学行政管理专业，忠旺集团主要股東、前主席。2008年起担任全国人大代表。他创立的忠旺集团一度是全球第二大及亚洲最大的工业铝挤压产品研发制造商，被誉为“亚洲铝王”。之后忠旺集团陷入经营危机。2019年下半年，公安部向辽宁省公安厅移交了相关问题线索，时任辽宁省公安厅厅长王大伟一面向刘忠田通风报信，一面指示办案机关“点到为止”。2020年，忠旺集团巨额债务问题引发重大区域性金融风险。另外刘忠田向王大伟非法赠与财物。